# Sindhulimadhi
Sindhulimadhi é uma cidade do Nepal.